# سيبريان براتا
سيبريان براتا (بالرومانية: Ciprian Brata)‏ (24 مارس 1991 بساتو ماري في رومانيا - ) هو لاعب كرة قدم روماني في مركز الوسط. شارك مع منتخب رومانيا تحت 21 سنة لكرة القدم. أما مع النوادي، فقد لعب مع سي إس باندوري تارغو جيو ونادي براشوف ونادي بوتوشاني وCS Turnu Severin ‏ وCSM Corona Brașov (football) ‏ وCS Silvania Șimleu Silvaniei ‏ ونادي أولمبيا ساتو ماري ‏.

## روابط خارجية
- سيبريان براتا على موقع قاعدة بيانات كرة القدم.إي يو (الإنجليزية)
- سيبريان براتا على موقع Soccerway.com (الإنجليزية)